# Vispertal
Vispertal je přibližně 7,5 km dlouhé boční údolí údolí Rhôny, nacházející se ve Walliských Alpách v horní části švýcarského kantonu Valais.

## Geografie

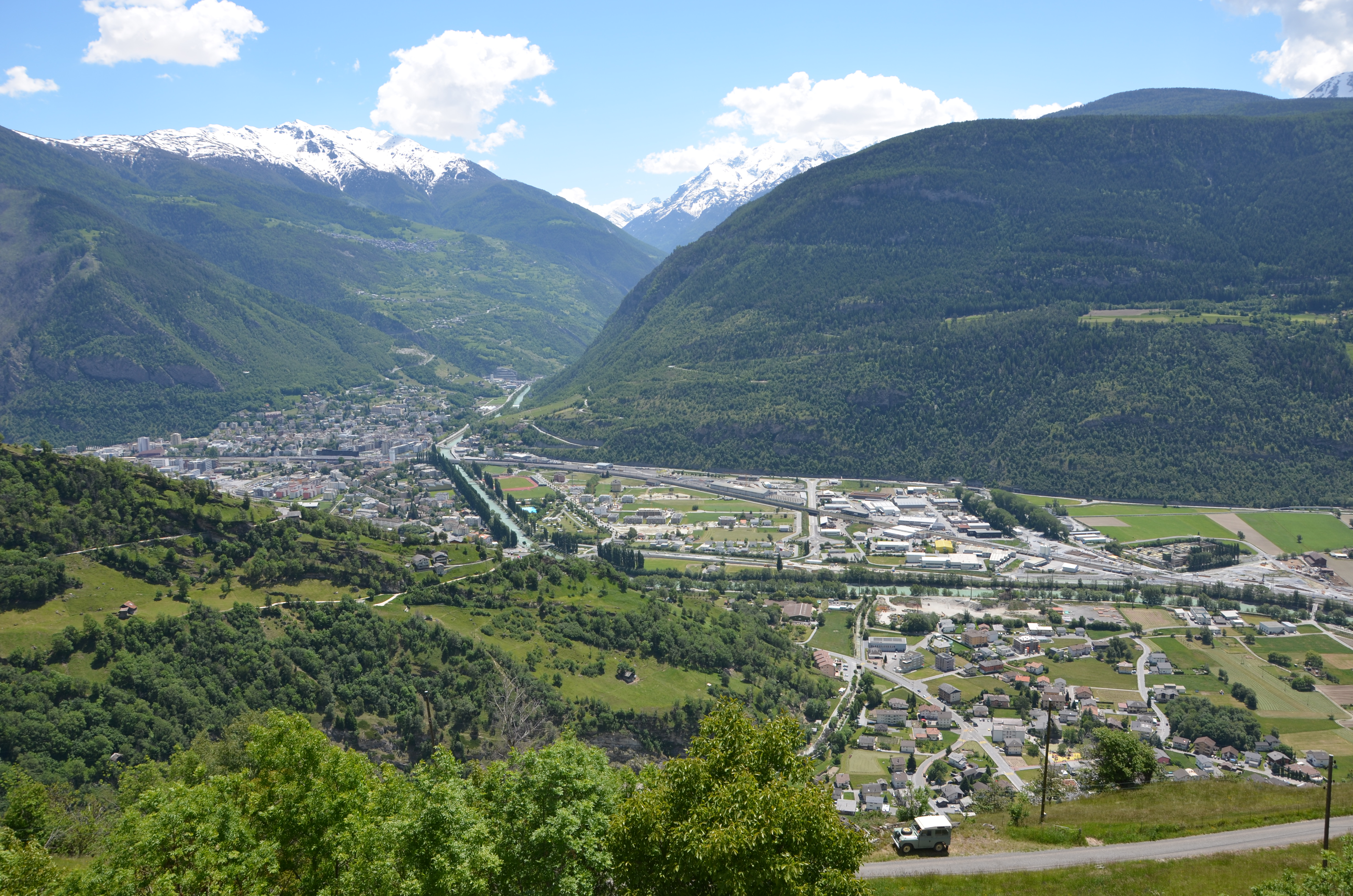
Visp; v pozadí Vispertal

Údolí Vispertal začíná na místě spojení údolí Mattertal a Saastal u Staldenu a končí ve Vispu. Údolím protéká Vispa, přítok Rhôny, která vzniká u Staldenu soutokem Mattervispy a Saaservispy.

## Historie
Obce na levé straně údolí patřily do Zendenu neboli okrsku Visp, s nímž Vispertal do značné míry sdílí svou historii. V roce 1890 zde začala jezdit železnice Visp–Zermatt, která prochází údolím až do St. Niklaus. Až do 20. století zde převládalo zemědělství a vysokohorské hospodaření s ornou půdou, vinařstvím a chovem dobytka. Na počátku 21. století žilo obyvatelstvo ve Vispu převážně z výdělečné činnosti, zemědělství je často provozováno jen jako vedlejší činnost a za pomoci rodinných příslušníků. Další pracovní příležitosti poskytuje cestovní ruch a hotelnictví. Elektrická energie se od roku 1909 vyrábí v Ackersandu ve Staldenu, na počátku 21. století ve třech centrálách.

## Sídla

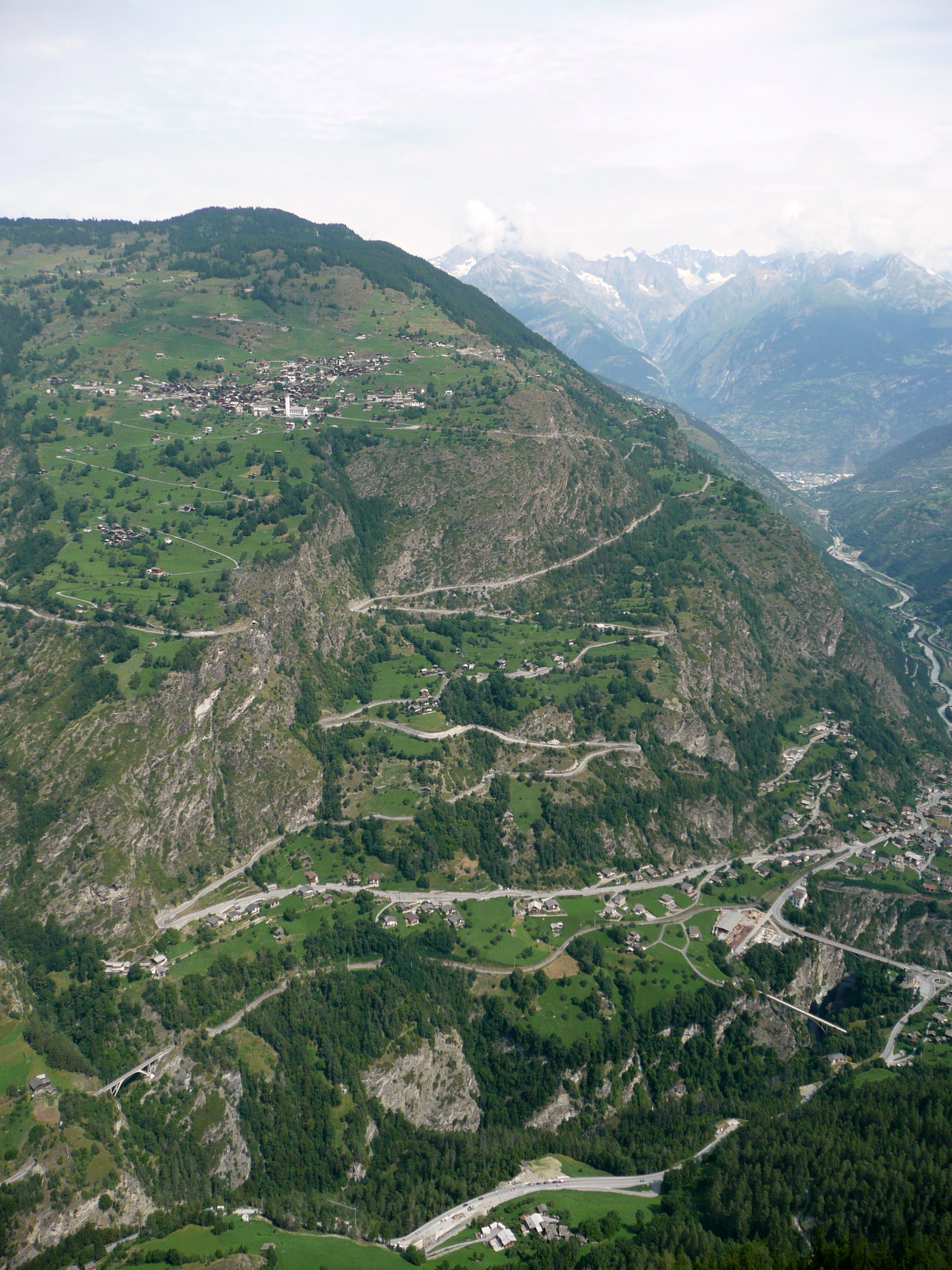
Törbel a silnice ze dna údolí

K Vispertalu patří tyto obce (shora dolů - tj. od jihu k severu):
- Staldenried
- Stalden
- Visperterminen
- Zeneggen
- Visp

Centra obcí Stalden (795 m) a Zeneggen (1370 m) leží na levém úbočí údolí Vispertal, Staldenried (1052 m) a Visperterminen (1378 m) na pravém úbočí a Visp (658 m) na dně údolí.